# جين النحت
جينات النحت (وتعرف أيضًا بالجينات الناحتة والجينات المتماثلة، وتعرف أيضا بجينات هوكس) هي مجموعة جينات تتحكم بخريطة جسم الجنين على طول محور أمام-خلف (رأس-ذيل). بعد تكون الفصوص الجنينية، تحددُ بروتين النحت نوع أبنية الفصوص (مثلاً أقدام وقرون استشعار وأجنحة في ذبابة الفاكهة، أو أنواع أخرى من الفقرات في البشر) التي ستنشئ فصاً معيناً. وعليه فإن بروتينات النحت تحدد هوية الفص، لكنها لا تكوّن بنفسها هذه الفصوص.
تُعرف جينات النحت من خلال احتوائها على السمات التالية:
- البروتين الذي تنتجه هو عامل نسخ.
- تحتوي على سلسلة دنا تعرف باسم صندوق النحت (أو الصندوق المثلي) (homoebox).
- في العديد من الحيوانات، تنتظم جينات النحت في الكروموسوم في ذات الترتيب نشاطها على طول المحور أمام-خلف في الحيوان النامي، وعليه فإنها تظهر تسامتاً.

## رمز جينات النحت لبروتينات النحت
جينات النحت تنتج بروتينات النحت. بروتينات النحت هي عوامل النسخ، هذه البروتينات قادرة على الارتباط بمتسلسلات نيوكليوتيدات معينة لل دناتسمى معززات، والتي بدورها مسؤولة عن تنشيط أو كبت الجين. نفس بروتين النحت يمكن أن يعمل كمنشط لجين وكابت لجين آخر. مقدرة بروتين النحت على ربط الدنا والتي يمنحها جزء من البروتين يسمى (homeodomain) العلبة المثلية أو صندوق النحت. صندوق النحت هو تسلسل دنا بطول 60 حمض أميني (مشفر بواسطة 180 زوج قاعدي تسلسل دنا). متسلسلة الحمض الأميني هذه تتكون بشكل حلزونين متداخلين مثبتين بواسطة حلزون ثالث.
RRRKRTA-YTRYQLLE-LEKEFLF-NRYLTRRRRIELAHSL-NLTERHIKIWFQN-RRMK-WKKEN